# حمام نادری حمام قلعه
حمام نادری حمام قلعه مربوط به دوره قاجار است و در شهرستان کلات، ۳ کیلومتری جنوب روستای حمام‌قلعه واقع شده و این اثر در تاریخ ۱۳ بهمن ۱۳۸۸ با شمارهٔ ثبت ۲۹۲۸۲ به‌عنوان یکی از آثار ملی ایران به ثبت رسیده است.